# Osmanabad
Osmanabad (Marathi उस्मानाबाद) ist eine Großstadt im gleichnamigen Distrikt im Südosten des indischen Bundesstaats Maharashtra. Die Gegend gehörte seit 1724 zu historischen Region Marathwada und war Bestandteil des Fürstenstaats Hyderabad.

## Lage
Osmanabad liegt auf dem Dekkan-Plateau in einer Höhe von ca. 665 m; nach heftigen oder lang anhaltenden Regenfällen streift der Boghavati-River Teile des Stadtgebiets. Die Entfernung zur westlich gelegenen Millionenstadt Pune beträgt knapp 280 km (Fahrtstrecke); nach Mumbai sind es knapp 430 km in nordwestlicher Richtung. Das Klima ist gemäßigt bis warm; Regen (ca. 830 mm/Jahr) fällt nahezu ausschließlich in der sommerlichen Monsunzeit.

## Bevölkerung
| Jahr      | 1991   | 2001   | 2011    |
| Einwohner | 68.019 | 80.625 | 111.825 |

Die Marathi, Hindi und Urdu sprechende Stadtbevölkerung besteht zu etwa 67,5 % aus Hindus, zu gut 25,5 % aus Moslems und zu ca. 5 % aus Buddhisten; zahlenmäßig kleine Minderheiten bilden Jains, Christen, Sikhs und andere. Wie bei Volkszählungen in vielen Regionen Indiens üblich, liegt der männliche Bevölkerungsanteil etwa 7 % höher als der weibliche.

## Wirtschaft
In den Dörfern der landwirtschaftlich orientierten Umgebung werden in der Hauptsache Baumwolle, Weizen, Linsen und Ölsaaten angebaut. Die Stadt selbst dient als Zentrum für Handwerk, Handel und Dienstleistungen aller Art.

## Geschichte
Die Region gehörte zu verschiedenen Mächten auf dem indischen Subkontinent, doch nur der von 1724 bis 1956 unter der Oberherrschaft der Marathen und der Briten dominierende Fürstenstaat Hyderabad hinterließ seine Spuren im heutigen Stadtgebiet. Die Gründung der Stadt Osmanabad geht auf Osman Ali (reg. 1911–1948), den letzten Herrscher (nizam) des Fürstenstaats zurück.

## Sehenswürdigkeiten
In der Stadt gibt es zahlreiche Hindu- und Jain-Tempel sowie etliche Moscheen jüngeren Datums.
Umgebung
Ungefähr 5 km westlich der Stadt befindet sich das ehemals buddhistische Dharashiv-Höhlenkloster.